# سياسة الأردن المائية
تتسم إمدادات المياه والصرف الصحي في الأردن بندرة المياه الحادة، التي تفاقمت بفعل الهجرة القسرية نتيجة للحرب العربية الإسرائيلية عام 1948، وحرب الأيام الستة في عام 1967، وحرب الخليج لعام 1990 وحرب العراق لعام 2003 . وتعتبر الأردن واحدة من الدول العشر الأكثر ندرة المياه في العالم. ارتفاع معدل النمو السكاني، ونضوب المياه الجوفية والآثار المترتبة على تغير المناخ من المرجح أن تفاقم الوضع في المستقبل.
ويجري تقاسم البلاد من المياه السطحية الرئيسية الموارد، ونهر الأردن ونهر اليرموك، مع فلسطين وسوريا الذي ترك كمية صغيرة فقط بالنسبة للأردن. موارد المياه الجوفية بشكل مفرط. ومن المقرر أن سد الفجوة بين العرض والطلب من خلال زيادة استخدام موارد المياه غير التقليدية مثل المياه المحلاة، مِثل مشروع قناة البحر الأحمر البحر الميت، وإعادة استخدام المياه العادمة والنقل 320 كم من حوض الديسي غير متجددة إلى العاصمة عمان.
على الرغم من شح شديد في المياه في الأردن، أكثر من 97٪ من الأردنيين من الحصول على مصدر محسن للمياه و 93٪ يحصلون على صرف صحي محسن. هذا هو واحد من أعلى المعدلات في منطقة الشرق الأوسط وشمال أفريقيا. ومع ذلك، وإمدادات المياه غير متقطعة وأنه من الشائع لتخزين المياه في صهاريج على سطح المبنى. إستراتيجية الوطنية للمياه التي اعتمدت في عام 2009 يؤكد لتحلية المياه وإعادة استخدام المياه العادمة ويوصي القانون الجديد الذي من شأنه أن يخلق وكالة تنظيمية. حول تمويل البنية التحتية، وبلد يعتمد بشكل كبير على التمويل الخارجي.

## الوصول للمياه
لقد وصل الأردن إلى مستوى عالٍ في توفير خدمات إمدادات المياه والصرف الصحي. يحصل 99.3% من السكان على إمدادات مياه محسنة، و 99.5% على خدمات الصرف الصحي المحسنة، وهي نسبة مرتفعة مقارنة بالدول النامية الأخرى، مُقارنةً  بموارد الأردن الشحيحة للغاية. وعلى الرغم من وجود البنية التحتية المادية، فإن نقص المياه المتاحة يؤدي إلى زيادة الطلب على المياه المعبأة للعديد من الأسر .

## جودة الخدمة

### استمرارية الإمداد
إن إمدادات المياه في المرتفعات الأردنية، حيث يعيش معظم السكان، متقطعة بشكل عام. وفقا لدراسة أجرتها جامعة ميشيغان عام 2008، يتم تسليم المياه مرة واحدة في الأسبوع في المدن الكبرى مثل عمان ومرة واحدة كل إثني عشر يوما في بعض المناطق الريفية.
وتتمتع العقبة دائما بإمدادات المياه المستمرة بفضل إمدادات المياه الوفيرة التي تزود بالجاذبية من حوض الديسي في المرتفعات فوق المدينة الساحلية.

## الموارد المائية والتوازن المائي

### تغير المناخ
وفي عام 2009، أشار تقرير حكومي إلى أن "إنجازات التنمية الملحوظة في الأردن تتعرض للتهديد بسبب ندرة المياه الشديدة، التي من المتوقع أن تتفاقم بسبب تغير المناخ.
ومن المتوقع أن ينخفض هطول الأمطار بشكل ملحوظ، وسوف يزداد تبخر ونتح النباتات بسبب ارتفاع درجات الحرارة.

## استخدام المياه والتوعية البيئية
ونظرا لندرة المياه المرتفعة في الأردن، فإن متوسط نصيب الفرد من الاستخدام أقل منه في معظم البلدان الأخرى. إنتاج المياه قبل خسائر الشبكة حوالي 120 لترا للشخص الواحد واليوم في حين أن الاستهلاك الفعلي هو ما يقرب من 80 لترا للفرد واليوم.
وتبذل الحكومة ومنظمات غير حكومية مختلفة جهودا لزيادة الوعي العام بشح المياه وتشجيع حفظ المياه. ومن الأمثلة على ذلك مبادرة "Water Wise Women" التي نفذت منذ عام 2007 في خمس مجتمعات محلية في جميع أنحاء الأردن. وتستند المبادرة إلى جهود المتطوعين التي نظمت في 50 مركزا للتنمية المجتمعية بدعم من الصندوق الهاشمي الأردني للتنمية البشرية. والبالإضافة لمشاركة النساء، تصل المبادرة إلى الفتيات في المدارس.

## التاريخ والتطورات الأخيرة
يتسم التاريخ الحديث لقطاع المياه الأردني بتطورات كبيرة للبنية التحتية للتكيف مع الزيادة الكبيرة في السكان، وبتحديث متزامن لمؤسسات الأردن للتعامل مع تحدي تطوير وتشغيل وصيانة بنية البلاد التحتية للمياه.

### 1946 - 1971: الأيام الأولى
بعد فترة قصيرة من استقلال الأردن في عام 1946 وضم الضفة الغربية، لم يتمكن سوى نسبة صغيرة من السكان البالغ عددهم أقل من نصف مليون نسمة من الوصول إلى المياه المنقولة عبر الأنابيب في أماكن سكنهم. كان يتم توفير مياه الشرب من الينابيع المحلية. لم تكن هناك مجاري وقليل من الري. تميزت هذه الفترة المبكرة من الاستقلال بمحاولة غير مُجدية لتطوير حصة الموارد المائية مع سوريا، وبناء بنية تحتية محدودة للري في شمال وادي الأردن، وإنشاء منظمات مهنية مسؤولة عن قطاع المياه.
بين عامي 1953 و 1955، قام الممثل الخاص للولايات المتحدة بشؤون المياه في الشرق الأوسط بالتفاوض على خطة تطوير موارد مياه حوض نهر الأردن بين لبنان وسوريا والأردن ودولة الإحتلال الإسرائيلي، والتي شملت إقامة سد وقناة لتحويل مياه النهر. ورغم رفض الخطة من قِبل جامعة الدول العربية لأسباب سياسية، استفاد الأردن منها لتطوير موارده المائية. لتوجيه مياه اليرموك لري وادي الأردن. استنادًا إلى معاهدة توزيع المياه مع سوريا في عام 1953، وضعت الأردن خططًا وبحثت تمويلًا للسد من الولايات المتحدة. لم يتم استشارة دولة إسرائيل، التي قامت بتحويل مياه نهر اليرموك إلى بحيرة الجليل لاستخدامها الخاص، فقررت الولايات المتحدة عدم تمويل سد الوحدة. وبالتالي، تصرفت جزء كبير من تدفقات أمطار الشتاء من النهر إلى البحر الميت وتركت موارد مياه غير كافية لتطوير الري في الأردن. وعلى الرغم من ذلك، بدأ الأردن في إنشاء قناة الغور الشرقي بتمويل من الولايات المتحدة لتطوير الري في وادي الأردن الشمالي الشرقي باستفادة المياه المحدودة المتاحة.

### حاليًا
تُركّز الاستراتيجية الوطنية للمياه، المُعتمدة عام ٢٠٠٩، على تحلية المياه وإعادة استخدام مياه الصرف الصحي. وتتلقى البلاد مساعدات خارجية كبيرة للاستثمار في قطاع المياه، تُمثّل حوالي ٣٠٪ من تمويل استثمارات المياه. بحلول نهاية عام ٢٠٢٨، من المتوقع أن يُمثل مشروع العقبة-عمان لتحلية ونقل المياه حلاً طويل الأمد لأزمة المياه في الأردن. سيستخرج المشروع المياه من البحر الأحمر في خليج العقبة جنوبًا، ويُحلّيها، ثم يُوجّهها شمالًا لمسافة ٤٥٠ كيلومترًا إلى عمّان والمناطق المحيطة بها، مُوفّرًا ٣٠٠ مليون متر مكعب من المياه سنويًا.